# Xã Big Bottom-Wycough-Logan, Quận Independence, Arkansas
Xã Big Bottom-Wycough-Logan (tiếng Anh: Big Bottom-Wycough-Logan Township) là một xã thuộc quận Independence, tiểu bang Arkansas, Hoa Kỳ. Năm 2010, dân số của xã này là 1.927 người.